# 新潟市消防局
新潟市消防局（にいがたししょうぼうきょく）は、新潟県新潟市の消防部局（消防本部）。

## 沿革
- 1948年3月7日 新潟県警察部新潟消防署（官設消防）より、自治体消防として新潟市消防本部及び新潟市消防署が発足する。
- 1950年
  - 5月 閉鎖中の山の下出張所を再開する。
  - 10月1日 消防庁舎が竣工し消防本部及び消防署を併置する。旧庁舎は西堀出張所として開設する。
- 1952年6月7日 附船出張所を開設する。
- 1953年
  - 4月1日 救急業務を開始する。
  - 6月24日 下所島出張所を開設する。
- 1954年3月10日 東消防署を開設し、新潟市消防署を西消防署に改称する。
- 1955年12月5日 松浜出張所を開設する。
- 1957年
  - 5月2日 軽金前出張所を開設する。
  - 9月1日 西堀出張所を閉鎖する。
  - 9月30日 他門出張所を廃止する。
  - 10月3日 榎出張所を開設する。
- 1960年11月1日 内野出張所を開設し、西堀出張所を廃止する。
- 1969年8月2日 文京出張所を開設する。
- 1976年
  - 3月31日 東消防署が新築のうえ移転する。
  - 4月30日 榎出張所を廃止する。
- 1977年
  - 2月1日 新潟市消防局に改称する。
  - 3月31日 寺尾出張所を開設する。
- 1978年
  - 3月29日 駅南出張所を開設する。
  - 12月4日 沼垂出張所を開設する。
- 1979年3月24日 石山出張所を開設する。
- 1980年2月20日 小針出張所を開設する。
- 1981年3月26日 空港前出張所を開設する。
- 1982年3月25日 大形出張所を開設する。
- 1983年2月1日 赤塚出張所を開設する。
- 1984年3月29日 曽野木出張所を開設する。
- 1985年3月23日 軽金前出張所が移転し、県庁前出張所と改称する。
- 1993年
  - 3月25日 初の高規格救急車を西消防署に配置する。
  - 4月27日 救急救命士による救命処置を運用開始する。
- 1995年1月 阪神・淡路大震災に応援出場
- 1999年9月21日 台湾地震災害に国際消防救助隊を派遣。
- 2001年1月1日 黒埼町の編入に伴い、黒埼町消防本部を新潟市消防局に統合する。黒埼町消防署を西消防署黒埼出張所として開設する。
- 2004年10月23日 新潟県中越地震に出場
- 2005年
  - 3月21日 新津市、白根市、豊栄市、小須戸町、横越町、亀田町、岩室村、西川町、味方村、潟東村、月潟村、中之口村の編入及び巻町の常備消防事務受託に伴い、下記のとおり組織統合を行う。
    - 新津市消防本部、豊栄市消防本部、亀田町消防本部、白根地域広域事務組合消防本部、巻・西川・潟東消防事務組合消防本部を新潟市消防局に統合する。
    - 新津消防署、豊栄消防署、亀田消防署、白根消防署、巻消防署、西川消防署を開設する。
    - 旧岩室村域は、新潟県西部広域消防事務組合に継続加入する。

  - 10月10日 巻町を編入。これに伴い、編入前日（10月9日）をもって巻町の常備消防事務受託を廃止する。
- 2006年1月1日 新潟県西部広域消防事務組合から脱退し、旧岩室村域の常備消防事務を編入のうえ、巻消防署岩室出張所を開設する。
  - これに伴い、新潟市消防局の管轄区域が合併後の新潟市一円となる。
- 2007年
  - 3月13日 全市域の119番通報を一括受信し指令する新システムが運用開始する。
  - 4月1日 政令指定都市への移行に伴い、特別高度救助隊「SART(サート：Special Advanced Rescue Team)」を発隊させた。また、消防署所の大幅な見直しを実施し、1区1署制となる。
    - 豊栄消防署を北消防署に、西消防署を中央消防署に、亀田消防署を江南消防署に、新津消防署を秋葉消防署に、白根消防署を南消防署に、巻消防署を西蒲消防署に改称する。
    - 内野出張所が西消防署に昇格する。
    - 西川消防署は西蒲消防署西川出張所となる。
    - 石山出張所を山潟出張所に、北出張所を木崎出張所に、南出張所を岡方出張所に改称する。
    - 見直し前と見直し後の消防署所は以下のとおり。
      - 西消防署本署→中央消防署本署
      - 西消防署礎出張所→中央消防署礎出張所
      - 西消防署白山浦出張所→中央消防署白山浦出張所
      - 西消防署附船出張所→中央消防署附船出張所
      - 西消防署内野出張所→西消防署本署
      - 西消防署文京出張所→中央消防署文京出張所
      - 西消防署寺尾出張所→西消防署寺尾出張所
      - 西消防署小針出張所→西消防署小針出張所
      - 西消防署赤塚出張所→西消防署赤塚出張所
      - 西消防署黒埼出張所→西消防署黒埼出張所
      - 東消防署本署→東消防署本署
      - 東消防署山の下出張所→東消防署山の下出張所
      - 東消防署下所島出張所→中央消防署下所島出張所
      - 東消防署松浜出張所→北消防署松浜出張所
      - 東消防署県庁前出張所→中央消防署県庁前出張所
      - 東消防署駅南出張所→中央消防署駅南出張所
      - 東消防署沼垂出張所→中央消防署沼垂出張所
      - 東消防署石山出張所→中央消防署山潟出張所
      - 東消防署空港前出張所→東消防署空港前出張所
      - 東消防署大形出張所→東消防署大形出張所
      - 東消防署曽野木出張所→江南消防署曽野木出張所
      - 新津消防署本署→秋葉消防署本署
      - 新津消防署善道出張所→秋葉消防署善道出張所
      - 白根消防署本署→南消防署本署
      - 白根消防署小須戸出張所→秋葉消防署小須戸出張所
      - 白根消防署中之口出張所→西蒲消防署中之口出張所
      - 白根消防署北部出張所→南消防署北部出張所
      - 豊栄消防署本署→北消防署本署
      - 豊栄消防署北出張所→北消防署木崎出張所
      - 豊栄消防署南出張所→北消防署岡方出張所
      - 亀田消防署本署→江南消防署本署
      - 亀田消防署横越出張所→江南消防署横越出張所
      - 西川消防署本署→西蒲消防署西川出張所
      - 西川消防署潟東出張所→西蒲消防署潟東出張所
      - 巻消防署本署→西蒲消防署本署
      - 巻消防署岩室出張所→西蒲消防署岩室出張所

【参考文献：平成17年度消防年報（新潟市消防局）】
- 2008年6月14日 岩手・宮城内陸地震に緊急消防援助隊派遣
- 2010年
  - 3月16日 北消防署木崎出張所を閉所（本署へ統合）する。
  - 3月17日 北消防署本署が豊栄駅北部の葛塚5095番地に移転する。
- 2011年
  - 2月 ニュージーランドカンタベリー地震（クライストチャーチ）に国際消防救助隊を派遣。
  - 3月11日 東北地方太平洋沖地震に伴う東日本大震災を受け、緊急消防援助隊を派遣。
- 2015年
  - 9月12日 平成27年台風第18号に伴う平成27年9月関東・東北豪雨災害に対して茨城県常総市に緊急消防援助隊を派遣。
  - 12月5日 中央消防署が新潟市産業振興センター西側、鐘木257番地1の新庁舎に移転する。中央消防署の直近に位置する江南消防署曽野木出張所を廃止。
  - 12月7日 消防本部が中央消防署の新庁舎に移転し業務開始。
    - 旧庁舎は、12月9日から平成29年3月頃まで、中央消防署文京出張所の仮庁舎として使用される予定。

## 組織
- 本部：総務課、予防課、設備保安課、警防課、救急課、指令課
- 消防署

## 主力機械
2023年4月1日現在
- 消防ポンプ車：27
- タンク車：19
- 救助工作車：9
- はしご車：10
- 広報照明車：1
- 給食車：1
- 大型高所放水車：1
- 大型化学車：1
- 泡原液搬送車：1
- 化学車：6
- 指揮車：8
- 特殊災害対応車：1
- 拠点機能形成車：1
- 津波・大規模風水害対策車：1
- 指令広報車：16
- 人員輸送車：1
- 資機材搬送車：6
- 高規格救急車：33
- 予防査察車：27
- 防火指導車：3
- 広報指導車：1
- 連絡車：4
- 消防艇：1
- 特別高度工作車：1
- 大型除染システム搭載車：1
- 海水利用型消防水利システム：2

【主力機械に関する参考文献：令和5年度消防年報（新潟市消防局）】

## 消防署
| 消防署     | 住所               | 出張所 |
| ---------- | ------------------ | --- |
| 中央消防署 | 中央区鐘木257番地1 | 礎：中央区下大川前通6ノ町2230-23 白山浦：中央区白山浦新町通41-1 附船：中央区附船町1-4400 下所島：中央区幸町9-28 県庁前：中央区新光町19-1 文京：中央区文京町2-27 駅南：中央区紫竹山1-7-17 沼垂：中央区三和町6-25 山潟：中央区山二ツ707-5 救急ステーション：中央区鐘木463-7 |
| 北消防署   | 北区葛塚5095       | 松浜：北区松浜東町1-2-3 |
| 東消防署   | 東区山木戸1-1-20   | 山の下：東区大山2-3-7 空港前：東区松浜町2112-4 大形：東区海老ヶ瀬615-3 |
| 江南消防署 | 江南区船戸山5-9-8  | 横越：江南区いぶき野1-2-1 |
| 秋葉消防署 | 秋葉区程島1958-1   | 北上：秋葉区北上3-13-7 小須戸：秋葉区新保24-6 |
| 南消防署   | 南区親和町8-1      | 北部：南区上塩俵1690-1 |
| 西消防署   | 西区槇尾80-1       | 寺尾：西区寺尾上3-10-2 小針：西区小針2-25-9 赤塚：西区木山822 黒埼：西区大野町3416-3 |
| 西蒲消防署 | 西蒲区前田414-1    | 中之口：西蒲区東小吉770-1 西川：西蒲区旗屋585-1 潟東：西蒲区三方23 岩室：西蒲区西中889-1 |

## ギャラリー

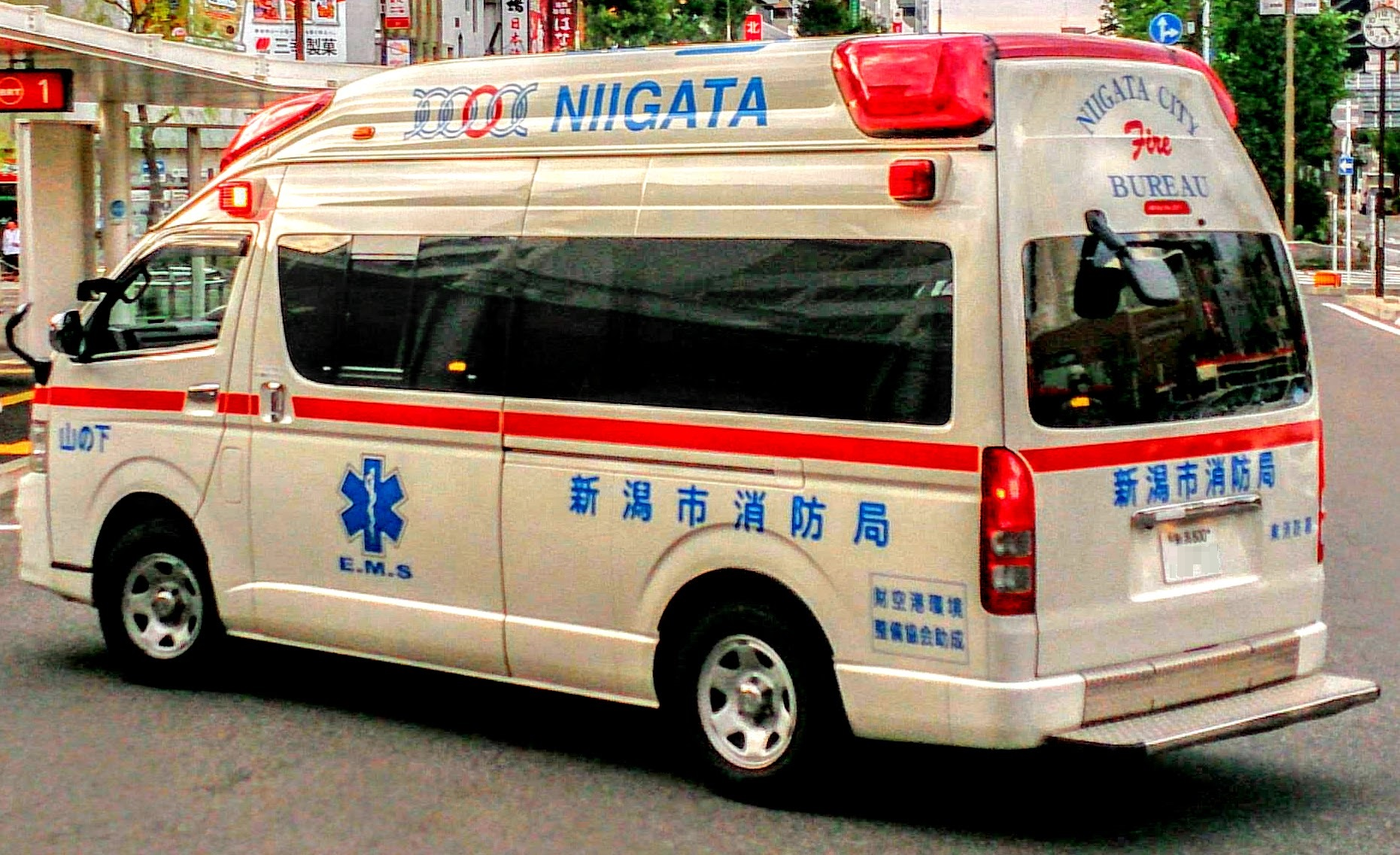
救急車
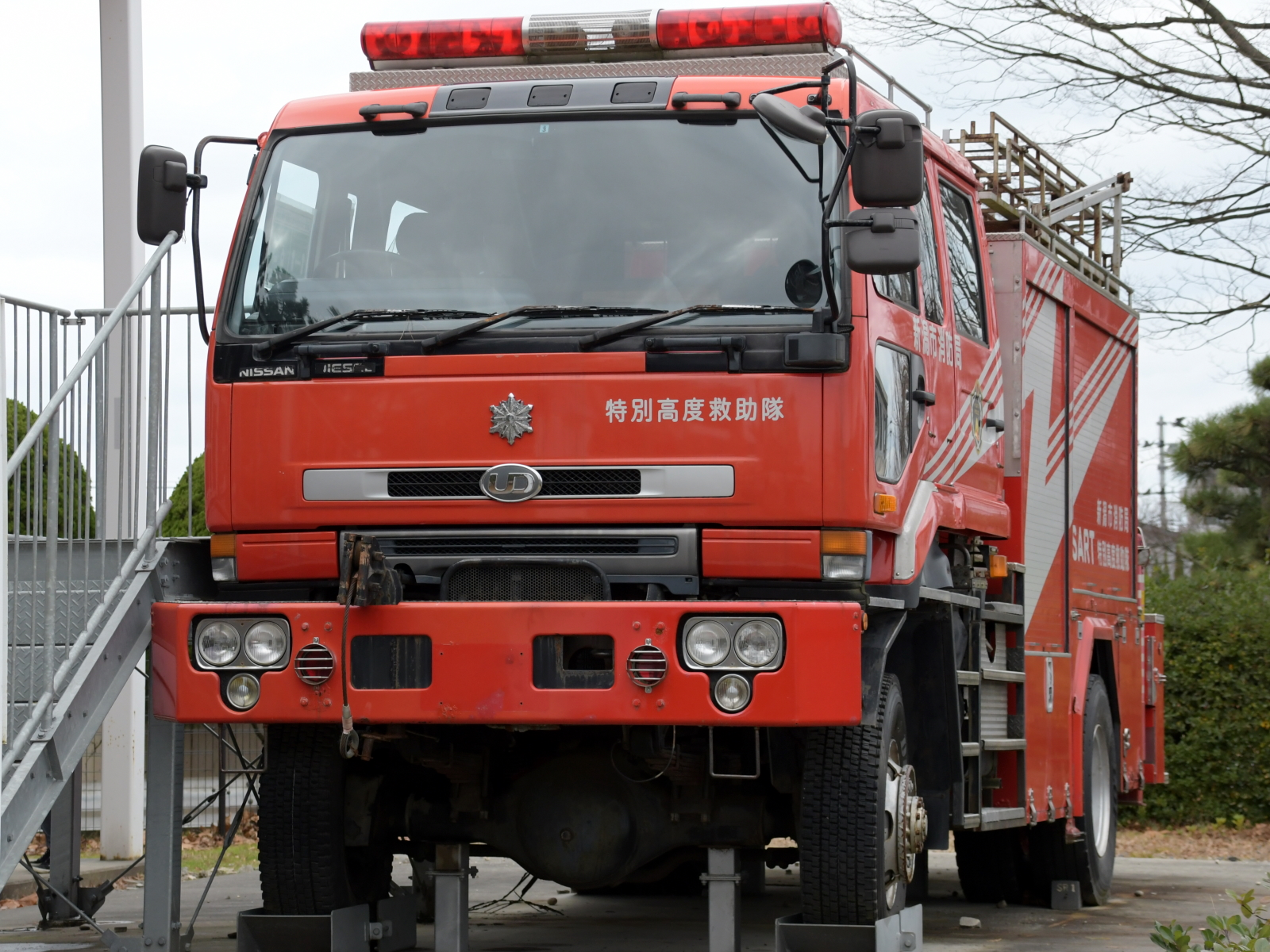
救助工作車 鳥屋野交通公園保存車両
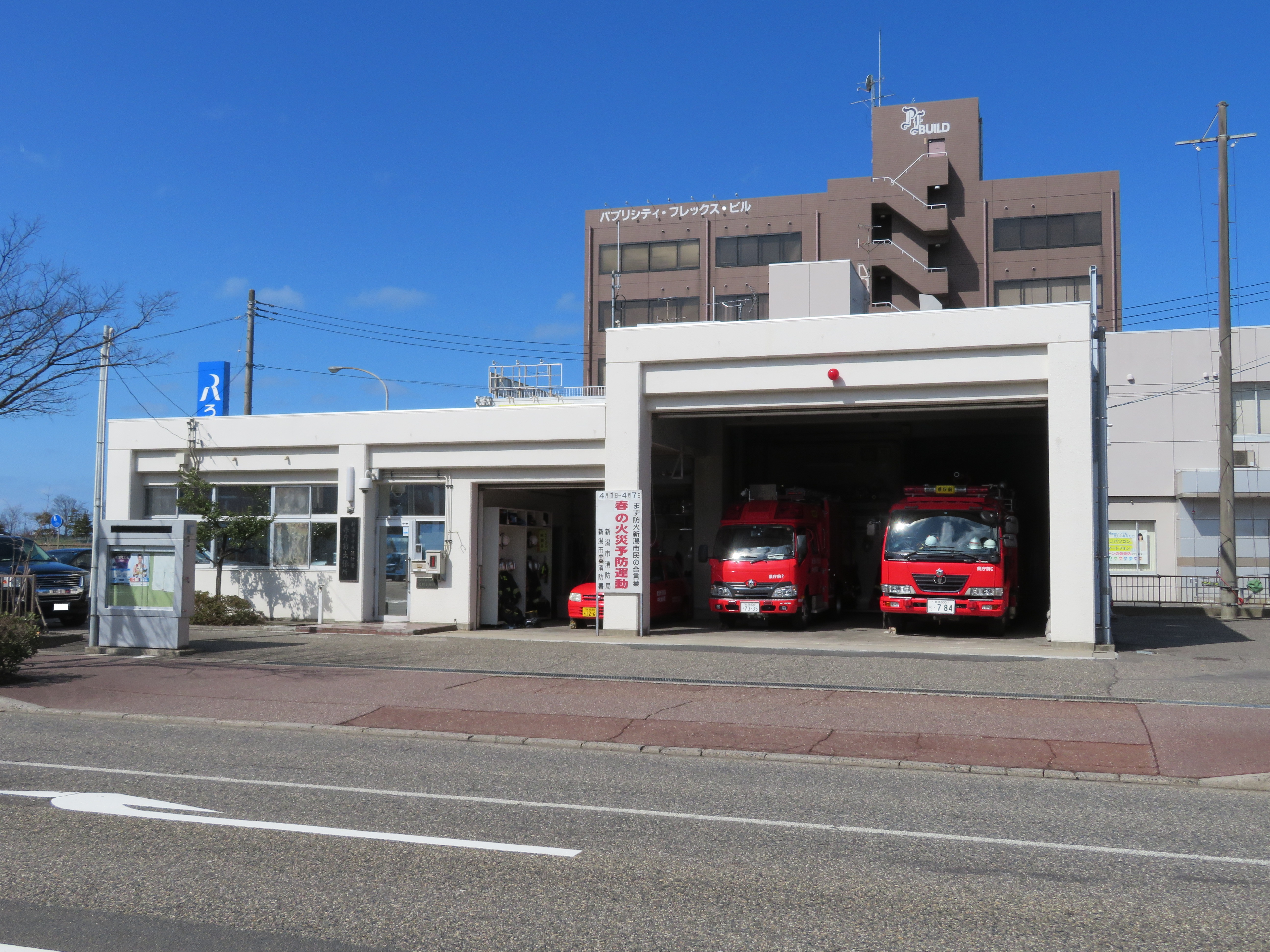
中央消防署・県庁前出張所